# Exochus consimilis
Exochus consimilis är en stekelart som beskrevs av Holmgren 1858. Exochus consimilis ingår i släktet Exochus och familjen brokparasitsteklar. Arten är reproducerande i Sverige.